# Aber de Crozon
Pour les articles homonymes, voir Aber (homonymie).
L'Aber de Crozon est un petit fleuve côtier qui se termine par un large estuaire (aber en breton), entre les hameaux de Trébéron, Le Veniec et Tal-ar-Groas, dans la commune de Crozon, département du Finistère en France.

## Géographie

### Cadre géologique

Cadre géologique de l'aber de Crozon.

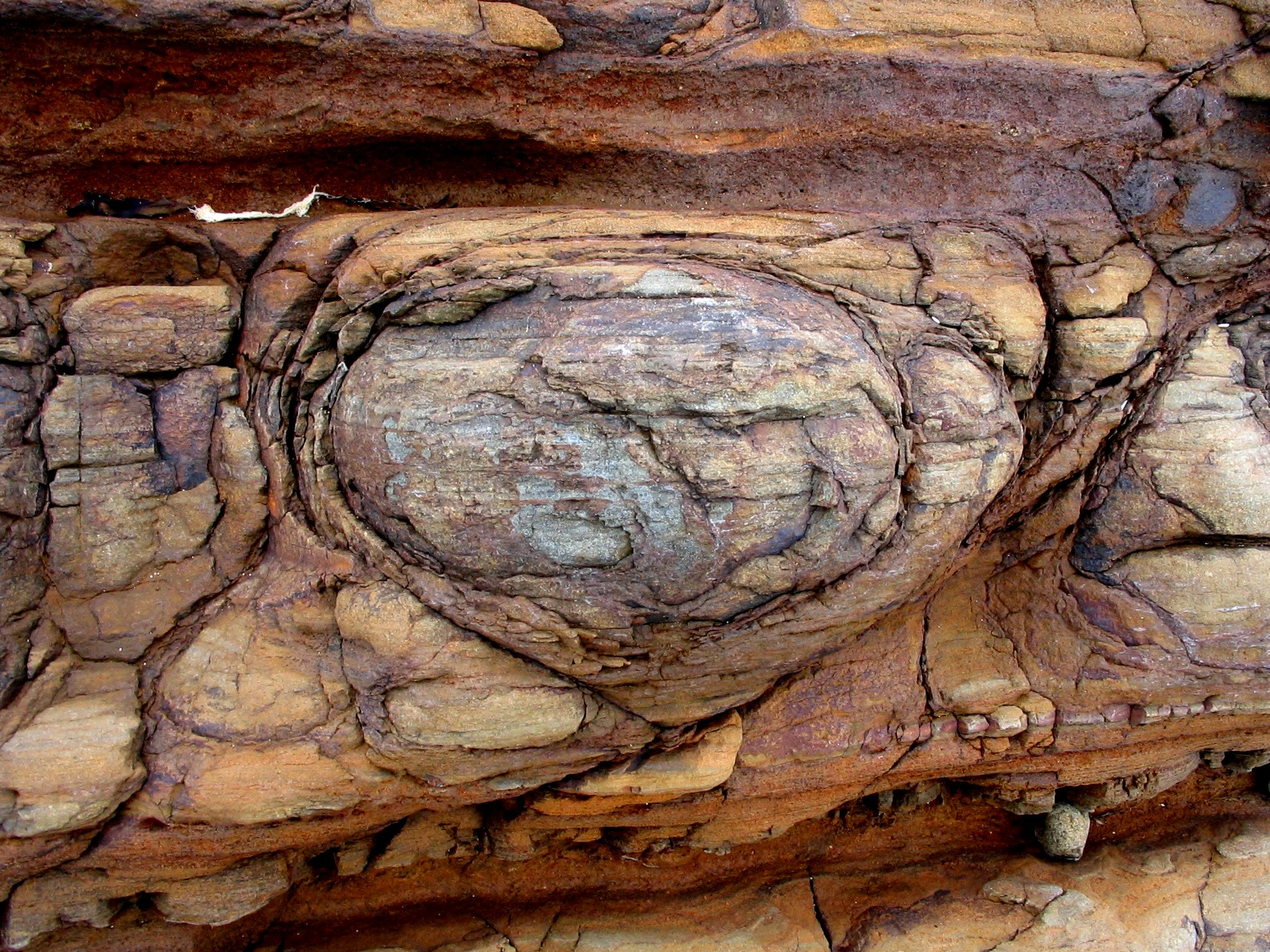
Figure d’altération en boule dans des niveaux de tufs et de tuffites visibles sur l'estran entre la pointe de Raguénez et l’île de l’Aber.

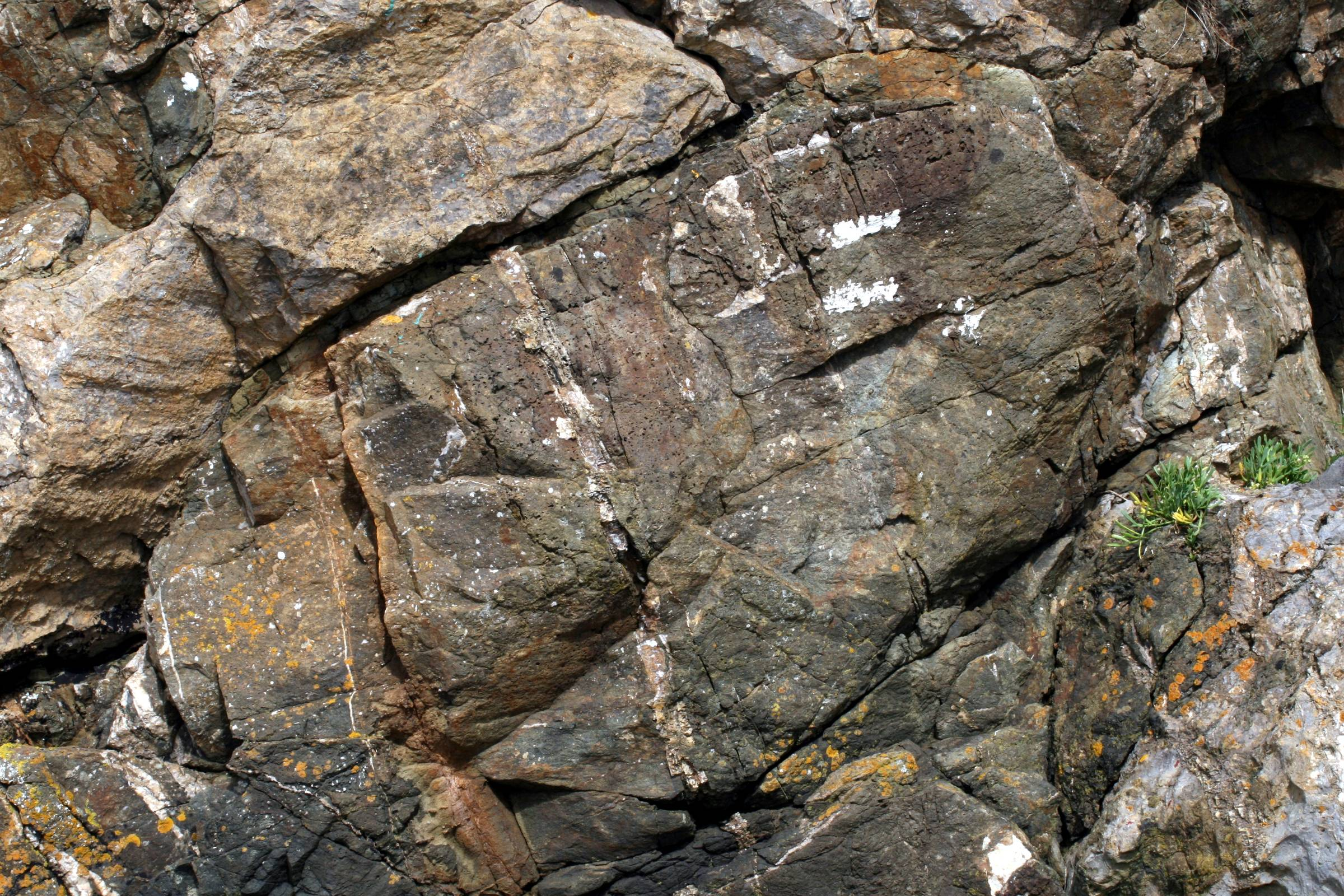
Coulée de 5 m de puissance, formée de pillow lavas de 60 cm à 1.20 m superposés, cimentés au sud-ouest de l’îlot de Rozan.

Situé au creux d’une ligne de faille ouverte sur l’anse de Morgat, cet aber se situe dans la presqu'île de Crozon qui correspond au prolongement occidental du synclinorium médio-armoricain. La région est constituée d'un socle de schistes briovériens (-550 Ma) sur lequel reposent des séries paléozoïques du début de l'ordovicien (-480 Ma) à la fin du dévonien (-360 Ma), avec notamment les grès armoricains (cette formation peut atteindre 1 000 m dans le Sud de la presqu'île qui a été marquée par une forte subsidence). De grands plis hercyniens affectent toute la région. L'aber de Crozon qui est au cœur d'un synclinal, correspond à un estuaire compris entre les falaises de la pointe de Trébéron à l’ouest et à l’est par la pointe de Raguénez et l’île de l’Aber. Le trait dominant de la géomorphologie de cette région est l'inversion de relief résultat de l'érosion différentielle, comme en témoignent les bancs de quartzites et de schistes avec des pendages moyens de 45°, interrompus par des diaclases et des failles. Dans ces bancs, appartenant à de grands plis, on peut observer parfois des mégarides de plages datant de l’Ordovicien et des traces de bioturbation alors que sur la plage des ripple-marks et des petits chenaux d’écoulement sont bien visibles. On peut également observer dans les Schistes de Raguenez, puissants de 60 m environ, des nodules calcareux contenant des Trilobotes (Crozonaspis dujardini, Plaesiacomia aff. rara, Onnia seunesi, Dalmanitina philippoti, Calymenella bayani), des brachiopodes (Svobodaïna armoricana), des bivalves (Deceptrix pulchra armoricana, Concavodonta ponderata, Myoplusia perdentata),des gastéropodes Bellerophontidae et des ostracodes (Hastatellina ? normandiensis et Satiellina delgadoi). Du côté de la pointe de Tréboul (constituée de grès armoricain) et de Raguénez, affleurent la formation des tufs et calcaires de Rosan avec bryozoaires et brachiopodes. Les niveaux tuffitiques et pyroclastiques stratifiés, intercalés de cinérite et de bombes, se poursuivent en falaise, certains niveaux étant fortement dégradés. Les bombes sont érodées en pelures d’oignons. Cette période ordovicienne correspondait à une phase d’extension, d’où ce volcanisme de distension,.
En remontant le ruisseau de l’Aber en direction de la route côtière, affleure un filon de quartz accompagné de jaspe et de minerai de fer carbonaté altéré en limonite. Ce filon, probablement associé à un hydrothermalisme, correspond à la silification d'une vase à radiolaire, la teinte rouge provenant ciment argileux riche en oxyde de fer.
De nombreuses failles ont pu constituer des grottes dans lesquelles on observe des dykes de kersantite. La pointe de Raguénez est constituée de la formation des grès de Kermeur dans laquelle on observe la même faune que les schistes de Raguenez, ainsi que des ripple-marks, des sills métriques de venues doléritiques parfois silicifiées et des brèches pyroclastiques témoignant d’un volcanisme ordovicien explosif sous-marin, mis en place sur des sédiments non indurés.
Vers le milieu de la plage du Poul (constituée de la formation du grès de Kermeur), une faille met directement en contact avec le grès armoricain, un ensemble de schistes noirs peu fossilifères mais dans lesquels un banc à oolithes et petites balles brunes de colophanite a livré à l'extraction de nombreux Acritarches et Chitinozoaires.

### Le fleuve côtier
L'Aber (de Crozon) est un petit fleuve côtier de la rive sud de la Presqu'île de Crozon qui se transforme dans sa partie aval en une ria désormais largement envasée et en partie transformée en palud (ou marais maritime) protégé par les dunes de la plage. C'est ce cours d'eau qui est à l'origine du mot aber devenu synonyme en breton du mot "ria".
L’aber de Crozon, débouche sur la Baie de Douarnenez, à l’extrémité de la presqu'île de Crozon et à proximité de l'île de l'Aber. Son embouchure correspond à des grès et des quartzites de la base du Groupe de Kerguillé (formation sédimentaire silurienne).
L’estuaire est, en partie, fermé par un banc de sable qui constitue la plage de l’Aber, d’environ 1,2 km sur 60 à 80 mètres de large. À la marée montante, un goulet permet à la mer d’envahir l’aber et de remonter via un chenal et un passage aménagé dans la digue-route. À marée basse, le chenal est entretenu par les eaux fluviales du ruisseau Aber.
Le ruisseau Aber a sa source au nord du hameau de Goarem an Abat et s'écoule dans la vallée dite de l'Aber, long couloir orienté E.N.E - O.S.O et large de 600 m, s'étendant sur environ 8 km jusqu'à Argol, puis le ruisseau continue dans un étroit couloir jusqu'à l'aber de Crozon. Ce ruisseau serait l'ancien lit de l'Aulne (analyse du sol), ce qui expliquerait sa vallée qui semble sur dimensionnée par rapport au modeste cours d'eau qui y coule., dont la source se situe à quelques centaines de mètres de la source du ruisseau Garo qui se jette dans l'Aulne vers le hameau de Treuzeulon.

### L'île de l'Aber et la plage
L'Aber est aussi le nom d'une plage (la "Plage de l'Aber") située juste à l'ouest de l'estuaire du fleuve côtier précité, au sud du hameau de Tal ar Groas, dans la commune de Crozon et d'une île située juste en face de cet estuaire ("Île de l'Aber" ou en breton "An Enez Krenn").

## Histoire

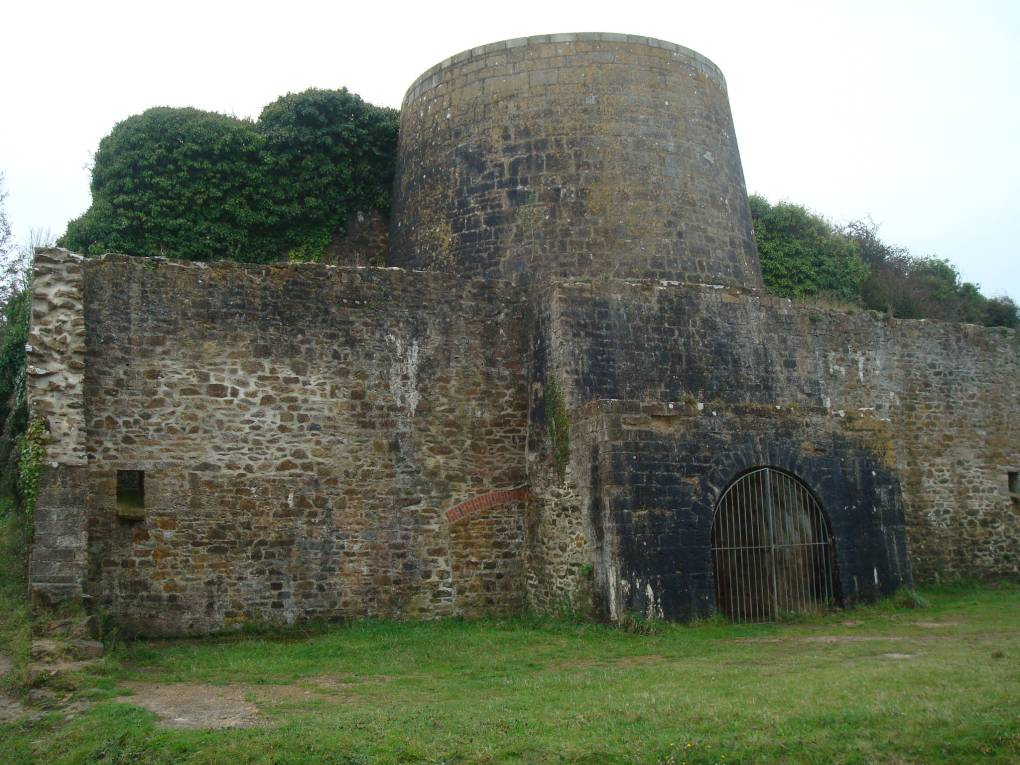
Four à chaux sur l’aber de Crozon

### Antiquité
Des cuves de salaison remontant à l'Empire romain ont été trouvées à l'entrée de l'aber.

### Château féodal
Le site du château se situe à l’emplacement de l’actuel four à chaux. En ce lieu entouré d’eau à marée haute, au Moyen Âge (XI-XIIe siècle), un retranchement féodal s’élevait derrière un puissant rempart de terre et de bois. Cet abri servait de retranchement en cas de danger aux seigneurs et habitants locaux. Le site a souffert, au XIXe siècle, de l’implantation d’un four à chaux.

### Four à chaux
Le four à chaux de Rozan est construit aux environs de 1839 par la société « Boulet et Cie » à l’emplacement d’une motte féodale édifiée en terre et en bois, qui devait défendre le site de l’Aber. Son implantation sur ce site est en partie due à la présence
de la proximité de l’océan qui facilite l’exportation des barils de chaux par voie maritime et apporte la source d'eau nécessaire au refroidissement de la chaux vive. Il était alimenté en combustible par la mer ainsi. La matière première était soit du calcaire provenant de quelques carrières voisines, soit du soit du calcaire coquillier ou du sable dunaire. Dès la fin du XIXe siècle, le four perdit sa fonction première et ne servait plus que de carrière de pierre et de bergerie. Il fut désaffecté et abandonné jusqu’en 1984 où une équipe de scouts bruxellois le dégagea de la végétation.
 
L’édifice en appareillage soigné est appuyé au flanc nord d’une butte partiellement éventrée par l’exploitation du calcaire. Il est classé monument historique en 1988 et une aire de stationnement est aménagée non loin dans le respect de l’esthétique et de l’environnement.
Le four qui évoque au premier abord un donjon moyenâgeux accosté de ses ouvrages de protection, dispose d'une ouverture médiane au sud, en plein cintre : cet ouvreau donnait accès au défournement. Les ouvertures latérales correspondent probablement à des bouches d’aération. La partie haute au-dessus du conduit,
appelée le gueulard, est destinée au chargement du four en calcaire. Son ventre, de type ovoïde, est tapissé de briques réfractaires. Les parements extérieurs de l’ouvrage sont en moellons de calcaire (avec veinules de calcite) et de grès. Le four faisait partie, depuis le XVIIIe siècle, d’un réseau économique de production de chaux et de briques de la baie de Douarnenez. Il est le rare témoin d'une tentative d'industrialisation en presqu'île de Crozon. Propriété du Conservatoire du littoral depuis 1980, il est rouvert et remis en fonctionnement, symbolique, pour la Journée du patrimoine.

### Route-digue
Lors des grandes marées, l’eau remonte jusqu’au moulin à eau, en amont de la rivière, provoquant de fréquentes inondations.
- Vers 1860, est construite la digue de Rozan (310 mètres de long sur 12 à 16 mètres de large), reliant les deux bords de l’estuaire ; trois clapets permettent à l’eau de la rivière de s’écouler.
- En 1958, la construction de la digue Richet, en aval de la rivière, constitue un barrage étanche qui transforme l’aber en polder. Les coquillages meurent, les poissons désertent les frayères, certaines plantes emblématiques disparaissent et on évoque même la construction d’une marina (port).
- En 1981, Le Conservatoire du littoral rachète et détruit la digue Richet, puis enlève un clapet à la digue de Rozan permettant ainsi, pour la première fois en Europe[réf. souhaitée], la remise en eau d’un estuaire.
- Aujourd’hui, plus d’une vingtaine d’espèces de poissons remontent l’estuaire, certaines plantes reviennent et une grande diversité d’oiseaux de mer et de marais recolonisent le site.

### Fort de l'Aber

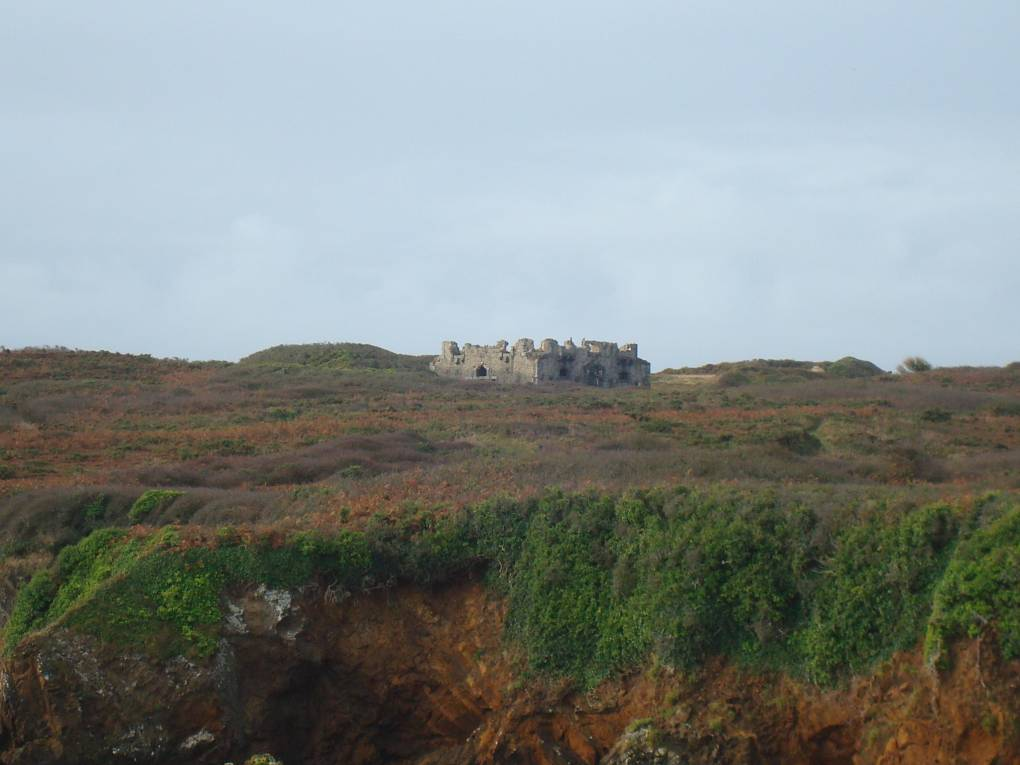
Fort de l'île de l'Aber

Ce fort se situe sur l'île de Aber (accessible à marée basse), fait partie des fortifications de Vauban et le corps de garde édifié en 1862 pour la défense de l'anse de Morgat et de la baie de Douarnenez contre l'invasion de la marine anglaise. Abandonné lors de la mobilisation de 1914, le fort est pratiquement en ruine.

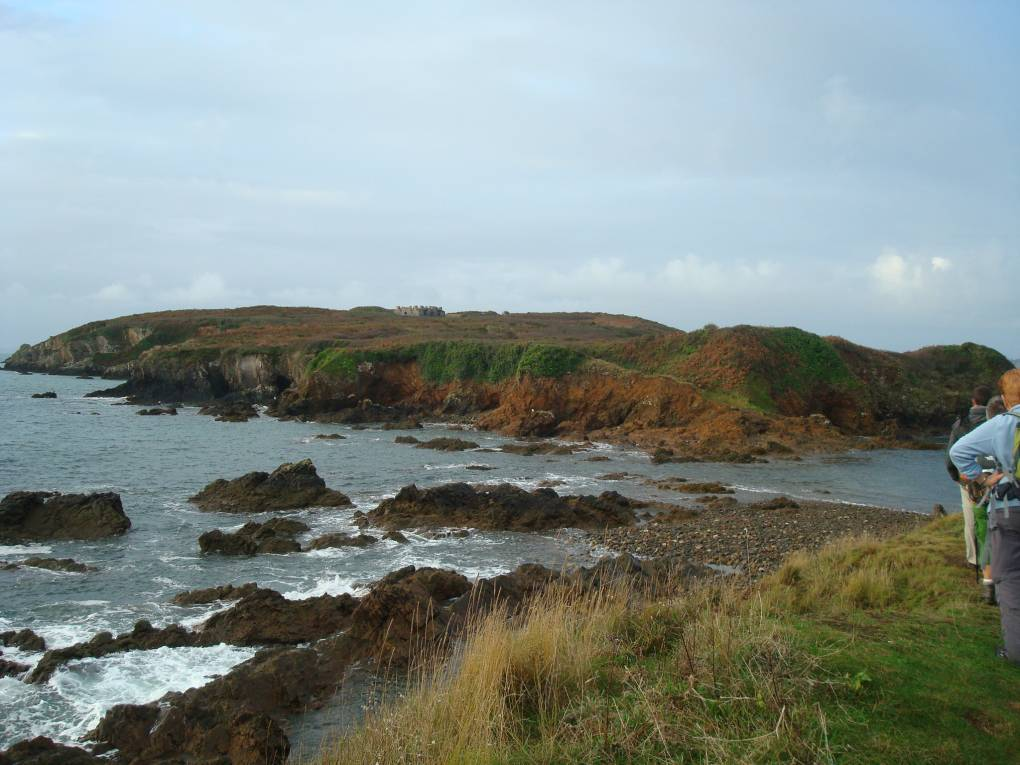
Île de l'aber de Crozon
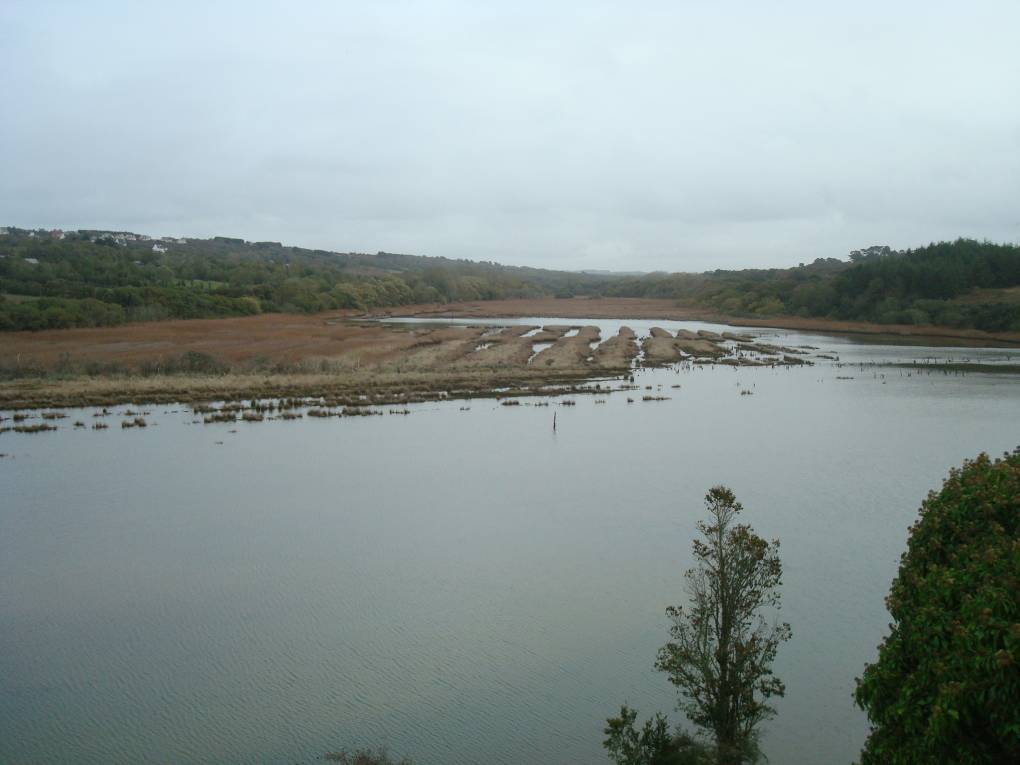
L’aber de Crozon côté terre
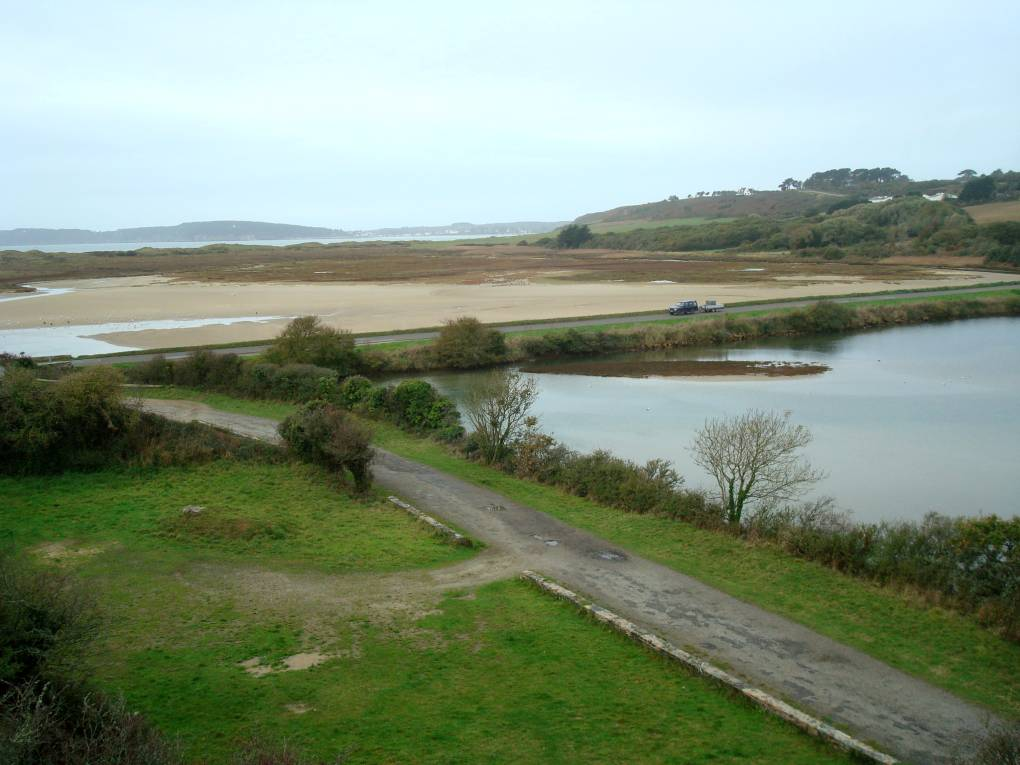
La route-digue sur l’aber
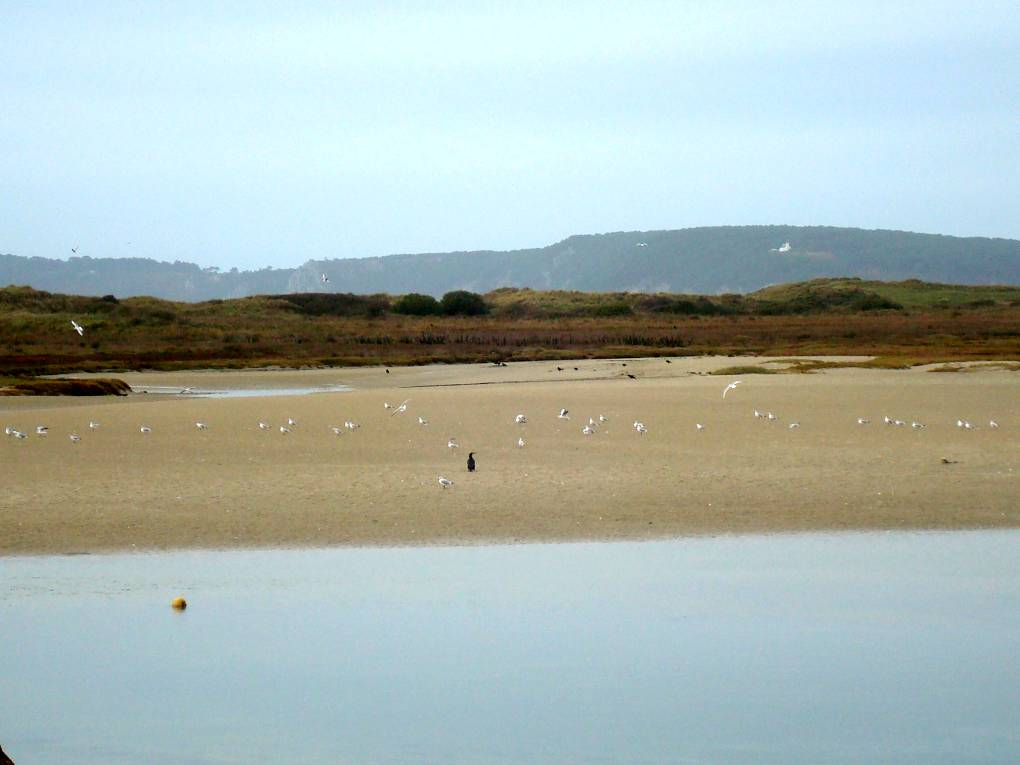
Recolonisation de l’aber par les oiseaux après dépoldérisation